# كرايغ ميتشيل
كرايغ ميتشيل (بالإنجليزية: Craig Mitchell)‏ هو لاعب كرة قاعدة أمريكي، ولد في 14 أبريل 1954 في سانتا روسا في الولايات المتحدة.

## وصلات خارجية
- كرايغ ميتشيل على موقعبيزبول رفرنس.كوم (الدوري الرئيسي) (الإنجليزية)
- كرايغ ميتشيل على موقعبيزبول رفرنس.كوم (الدوري الثانوي) (الإنجليزية)